# روجر إي. مارتن
روجر إي. مارتن (بالإنجليزية: Roger E. Martin)‏ هو سياسي أمريكي، ولد في 10 مارس 1935 في بورتلاند في الولايات المتحدة. حزبياً، نشط في الحزب الجمهوري. وقد انتخب عضو مجلس نواب أوريغون.